# Melicoccus espiritosantensis
Melicoccus espiritosantensis är en kinesträdsväxtart som beskrevs av Acev.-rodr.. Melicoccus espiritosantensis ingår i släktet Melicoccus och familjen kinesträdsväxter. Inga underarter finns listade i Catalogue of Life.